# 姆拉蘇河
姆拉蘇河是俄羅斯的河流，位於科麥羅沃州內，屬於托木河的左支流，河道全長338公里，流域面積8,840平方公里。
姆拉蘇河在每年11月中旬開始結冰，直至翌年4月。